# 12187 Lenagoryunova
12187 Lenagoryunova eller 1977 RL7 är en asteroid i huvudbältet som upptäcktes den 11 september 1977 av den rysk-sovjetiske astronomen Nikolaj Tjernych vid Krims astrofysiska observatorium på Krim. Den har fått sitt namn efter Jelena Viktorovna Gorjunova, en väninna till upptäckarens dotter.
Asteroiden har en diameter på ungefär fem kilometer.